# Takumi-kun Series 6: Nagai Nagai Monogatari no Hajimari no Asa
Takumi-kun Series 6: Nagai Nagai Monogatari no Hajimari no Asa (タクミくんシリーズ 長い長い物語の始まりの朝。 lit. La mañana del comienzo de una larga, larga historia?) es la sexta película perteneciente a la franquicia de Takumi-kun Series, una serie de novelas ligeras de género shōnen-ai escritas por Shinobu Gotō. La película actúa como un reinicio de la franquicia. Fue estrenada el 27 de marzo de 2023.

## Argumento
La historia tiene lugar en la Academia Shido, un internado masculino, y se centra en Takumi hayama, un muchacho solitario y tímido que sufre de una fobia extrema al contacto humano y no soporta que los demás lo toquen. Durante su segundo año de estudios, Takumi tiene que compartir su habitación con Saki "Gii" Giichi.
Gii se crio en el extranjero y es el ídolo de la escuela debido a su excelente rendimiento académico y su buena apariencia. Un día, Gii le confiesa a Takumi que ha estado enamorado de él durante algún tiempo. Esta verdad inquieta a Takumi, pero sin embargo, llega a darse cuenta de la verdadera sensibilidad de la personalidad de Gii.

## Reparto
- Shion Morishita como Takumi Hayama
- Daigo Kato como Giichi "Gii" Saki
- Rio Takahashi como Shozo Akaike
- Satsuki Nakayama como Izumi Takabayashi
- Sōta Uemura como Michio Yoshizawa
- Ryunosuke Nagashima como Kei Aso
- Yusuke Noguchi como Toshihisa Katakura
- Kosei Tsubokura como Takeshi Suzuki
- Tsubasa Kizu como Arata Mizu